# OpenView Operations
OpenView Operations（OVO）とは、ヒューレット・パッカードの提供する総合システム監視ソフトウェアである。
かつては「VantagePoint Operations」とも呼ばれていた。
IT管理業務の自動化、コスト削減を目標としたソフトウェアである。
現在の名称は「HP Operations Manager」に変更されているが、過去バージョンの製品マニュアルなどについては「OpenView Operations - OVO」の名称が使われていることが多い。
OVOはHPの別製品であるNetwork Node Manager (NNM) 上で稼働するアプリケーションである。NNMがSNMPを活用したネットワークの監視に特化しているのに対し、OVOはその情報を使ってアプリケーションやシステムの情報を収集する機能を持つ。

## 構成と動作

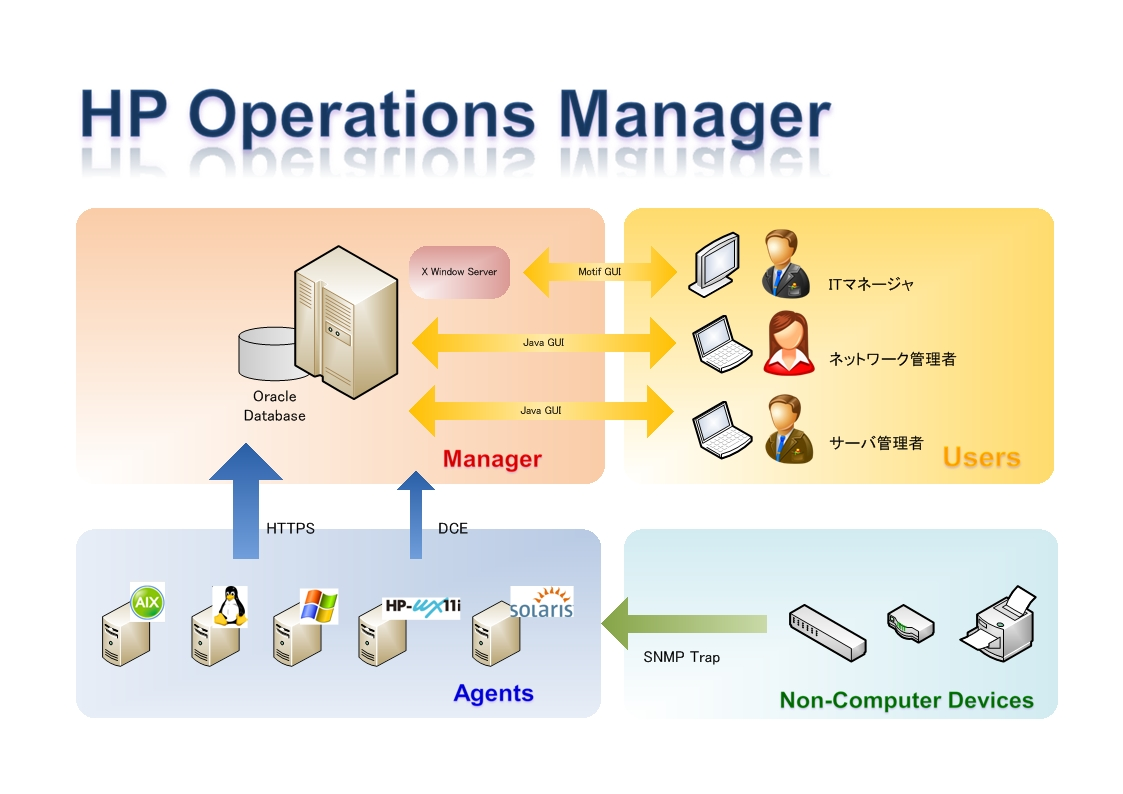
HP Operations Manager概観。監視エージェント、監視マネージャ、オペレータ、非コンピュータ機器の関係を示す。

### 構成
OpenView Operationsは大きく2つのコンポーネントで構成されている。
- 監視マネージャ

単にマネージャと呼ばれることもある。OpenView Operationsの中核をなすコンポーネントで、監視エージェントからの通知を受け取り、ユーザに表示する機能を持つ。ユーザは監視マネージャにアクセスし、各エージェントから通知された情報をもとにトラブルやリクエストに対応する。
- 監視エージェント

単にエージェントと呼ばれることもある。状態を監視する対象のサーバにインストールされ、ハードウェア、OS、ネットワーク、アプリケーションの情報を収集する。収集された情報を選別、分析し、必要な情報を付加して監視マネージャに情報を通知する。

### 監視マネージャ動作
エージェント]からの通知を待ち受ける。受け取った通知を設定されたユーザに表示し、ユーザはその情報を元に対応を行う。
ユーザはOVO専用のクライアントツール、またはX Window Systemにアクセスすることでサーバを参照することができる。単に監視エージェントからの情報を参照する場合はクライアントツールのみで十分であるが、OVOそのものの設定変更、チューニングにはX Window Systemにアクセスする必要がある。
ユーザにはそれぞれロールを細かく設定することが出来る。
例えば、ディスクのエラーは「サーバ管理者」に、ネットワークの断線は「ネットワーク管理者」に、顧客からのクレームは「ITマネージャ」に通知するといったことが可能である。
あらかじめロールをきちんと定義しておけば、ユーザ自身が通知内容を分析し対応者を決定する必要はない。「必要な人に必要な情報」が通知される仕組みが備わっている。

### 監視エージェント動作
収集する情報源を「データソース」という。エージェントは下記に示すデータソースから情報を取得し、通知すべき情報の選別と分析を行う。その設定をテンプレートと呼ぶ。
- テンプレート

監視エージェントの持つ情報で最も重要な情報である。テンプレートは監視マネージャから配布され、エージェントがシステムに発生した事象を分析するための基本情報となるものである。例えば、「ログファイル・テンプレート」はログファイルに含まれる文字列情報と通知する際のメッセージである。テンプレートの作成は監視ポリシーや運用ポリシーに即して作成されるべきであり、導入時に検討される中心課題である。
エージェントが収集できる情報源をデータソースと呼ぶ。データソースは大まかに以下の4つに分類される。
- ログファイル情報

通常、OSやミドルウェア、アプリケーションは何らかの形のログファイルを出力する。エージェントはこれらのログファイルをポーリング周期に基づいて読み込み、内容をテンプレートと照合する。テンプレートに合致した場合は、設定された属性や分類情報を付加し、監視マネージャに通知する。エージェントが直接読み込めるファイル形式はテキストファイルであるが、バイナリファイルも読み込み直前に変換プログラムを起動してから読み込む仕組みがある。
- 任意のコマンドによる通知

監視プログラムをシェルスクリプトなどに埋め込んだ、OVO専用のメッセージ通知コマンド (opcmsg) を通知する。。
- SNMP Trapの受信

監視エージェントが導入されたサーバがSNMPTrapを傍受し、HTTPSに変換した後の情報を通知する。。
- システムのパフォーマンス情報

HP OpenView Performance Agentよりも簡易的ではあるが、パフォーマンス情報を収集することができる。
上記4つのうち最もよく使用されるデータソースは「ログファイル」情報である。情報源がファイルであるため、ユーザが参照しやすく、テンプレートの作成・検証が容易なことが主な理由である。
また、簡単なシェルスクリプトを記述することで柔軟性の高い監視を行うことができるのも多用される理由である。
またデータソース以外に、「アクション」と呼ばれる仕組みも存在する。
- アクション

管理対象サーバにあらかじめプログラムをセットしておき、トラブルが発生した場合は自動的に実行する。
監視マネージャと監視エージェントの間は、DCEまたはHTTPSで通信するが、DCEのサポートは減少していく見込みである。

## 導入
エージェントが収集できる情報は非常に多岐に渡る。また、HP OpenView Performance Agentなどの他製品とも連携しデータを監視マネージャに通知できる。このようなソフトウェアの特性上、まずIT管理としてどのようなトラブルを危惧しているのか、ビジネス上大きなインパクトのあるITトラブルは何なのか、といった実装以前の問題発掘やコンサルティングが必要である。これらの工程を専門のエンジニア・コンサルタント、運用担当者などと共に実施することで大幅なIT管理コストの削減、管理業務の自動化が可能である。
また、他社製品を含む連携モジュールが「Smart Plug-ins (SPI)」という形で提供されている。オラクルやSAP、旧BEAシステムズなどから数多くのSPIが提供されており、これらの製品との連携もサポートする。

### 監視マネージャ導入方法
監視マネージャ上のデータはOVO専用のOracle Database(*)に格納される。監視マネージャ用のOracle Databaseは同じサーバでなくてもよい。データベースを構築した後に監視マネージャ上必要なモジュールをインストールする。
監視マネージャはユーザがアクセスし、情報を参照するサーバである。このため、ミッションクリティカルなシステムに導入する場合はMC/ServiceGuardなどでクラスタ構成にすることが望ましい。MC/ServiceGuardにはOVOをクラスタ化するためのモジュールが提供されている。
(*)2007年10月を以てオラクルからのOracle databse for Openview (OfO) の提供は終了した。

### 監視エージェント導入方法
監視エージェントのインストールモジュールは監視マネージャの内部に同封されている。監視エージェントのインストールにはライセンスが必要である。
監視エージェントのライセンスは監視対象となるサーバのCPUアーキテクチャにより規定があるが、概ねサーバのスペック（CPUのソケット数）x 監視マネージャ数で決まる。監視対象が1台だけであっても、それを監視するマネージャが複数台ある場合はその分ライセンスが必要となることに注意するべきである。これは監視マネージャがクラスタ構成である場合に特に気をつけなくてはならない点である。
必要に応じて管理したいサーバにダウンロードしインストールする。
監視エージェントの対応プラットフォームの一部を以下に示す。
- UNIX
  - AIX
  - HP-UX
  - Solaris
  - Tru64 UNIX
- Windows系
  - Microsoft Windows
- Linux系
  - Red Hat Linux
  - SUSE Linux
  - Turbo Linux
  - Debian
  - Novell NetWare
- その他
  - OpenVMS
  - AS/400